# Hanna Scheuring
Hanna Scheuring (* 15. Juni 1965 in Wettingen) ist eine Schweizer Schauspielerin und Theaterleiterin.

## Leben
Hanna Scheuring wurde 1965 als jüngste von vier Schwestern geboren. Nach der Ausbildung zur Schauspielerin am Konservatorium für Musik und Theater in Bern spielte sie einige Jahre in Deutschland am Landestheater Marburg und am Theater Trier.
In der Schweiz wurde sie durch ihre Rolle der Vreni in der erfolgreichen Sitcom des Schweizer Fernsehens Fascht e Familie bekannt. Sie spielte in der Soap Lüthi und Blanc und in diversen Filmen, zum Beispiel Schönes Wochenende von Petra Volpe, Der Keiler von Urs Egger, Utopia Blues von Stefan Haupt.
Sie steht immer wieder auf der Bühne, so im Stück Business Class von Martin Suter am Casinotheater Winterthur. In der Saison 2010/2011 spielte sie ihr erstes Solo-Stück, Grönland von Hansjörg Schertenleib, das der Autor für sie geschrieben hat. Im September 2012 hatte ihr erstes eigenes Stück, Love, Marilyn (Regie: Jean Grädel) im Phönix-Theater 81 in Steckborn Premiere.
2014 wurde sie Leiterin des Zürcher Bernhard-Theaters.
Hanna Scheuring ist als Regisseurin und als Coach tätig und unterstützt Menschen aus Kultur, Sport und Wirtschaft in Auftrittskompetenz. Sie engagiert sich für UNICEF und bereiste Somalia, um sich vor Ort zum Thema Mädchenbeschneidung zu informieren. 
Sie hat zwei Kinder, die inzwischen erwachsen sind. Seit 2023 ist sie mit Daniel Rohr verheiratet.

## Filmografie
- 1994–1999: Fascht e Familie (Fernsehserie)
- 2000–2002: Lüthi und Blanc (Fernsehserie)
- 2001: Utopia Blues
- 2012: Tatort – Hanglage mit Aussicht